# Tolmács
Tolmács é um município da Hungria, situado no condado de Nógrád. Tem 12,21 km² de área e sua população em 2015 foi estimada em 744 habitantes.